# Charlie Westbrook
Charlie Westbrook (ur. 21 sierpnia 1989 w Milwaukee) – amerykański koszykarz występujący na pozycji rzucającego obrońcy, obecnie zawodnik Umea BSKT.
W 2012 roku rozegrał trzy spotkania podczas letniej ligi NBA, w barwach Orlando Magic. Rok później wystąpił w czterech meczach przedsezonowych jako zawodnik Miami Heat, a w 2015 (1 mecz) jako reprezentant Milwaukee Bucks.
13 października 2016 został zawodnikiem MKS-u Dąbrowy Górniczej. Sześć dni później został zwolniony z powodu nie przejścia testów medycznych.
24 lutego 2018 trafił do irackiego Al Shurtah Police. 17 sierpnia 2018 dołączył do Miasta Szkła Krosno. 1 grudnia opuścił klub. 6 stycznia 2019 został zawodnikiem irackiego Al Naft Bagdad.
24 lutego 2020 zawarł umowę ze szwedzkim Umea BSKT.

## Osiągnięcia
Stan na 17 października 2016, na podstawie, o ile nie zaznaczono inaczej
College
- Zaliczony do:
  - I składu All-GWC (2011)
  - II składu All-Summit League (2012)
  - składu GWC All-Newcomers (2011)